# Boro Primorac
Pour les articles homonymes, voir Primorac.
Boro Primorac, né le 5 décembre 1954 à Mostar (Yougoslavie, aujourd'hui Bosnie-Herzégovine), est un footballeur bosnien, international yougoslave.

## Biographie
Depuis la fin de sa carrière de joueur il exerce le métier d'entraîneur. Il est l'entraîneur du Valenciennes FC au moment de l'affaire VA-OM. 
Il a fait partie des adjoints d'Arsène Wenger depuis l'arrivée de celui-ci à Arsenal en mars 1997. 
Il est prié de quitter le staff d'Arsenal en mai 2018,.
Son fils, Jure Primorac, est aussi un footballeur.

## Palmarès de joueur
- International yougoslave de 1976 à 1980 (14 sélections).
- Quatrième aux Jeux Olympiques de 1980 avec la Yougoslavie.
- Champion de Yougoslavie en 1979 avec Hajduk Split.